# 1-Désoxy-D-xylulose-5-phosphate synthase
La 1-désoxy-D-xylulose-5-phosphate synthase, ou DXP synthase, est une transférase qui catalyse la condensation du pyruvate et du glycéraldéhyde-3-phosphate en 1-désoxy-D-xylulose-5-phosphate :
|          | + |                            | {\displaystyle \rightleftharpoons } CO2 + |                                 |
| Pyruvate |   | Glycéraldéhyde-3-phosphate |                                           | 1-désoxy-D-xylulose-5-phosphate |

La thiamine pyrophosphate (TPP) intervient comme cofacteur dans cette réaction.
Cette enzyme intervient à la première étape de la voie du méthylérythritol phosphate, qui est une voie métabolique de biosynthèse de l'isopentényl-pyrophosphate (IPP) et du diméthylallyl-pyrophosphate (DMAPP) alternative à la voie du mévalonate chez les plantes, certains protozoaires et la plupart des bactéries, l'IPP et le DMAPP étant des métabolites qui conduisent notamment à la synthèse des terpénoïdes.